# Вукли
Вукли (алб. Vukël) је насељено место у општини Велика Малесија у округу Скадар, Албанија. Према попису из 1989. године било је 999 становника.
Вукли су једно од насеља и родова малисорског племена Клименти. Српски етнолог Андрија Јовићевић, 1923. године наводи да Вукли имају 121 кућу и 736 житеља. Село се дели на махале Вуксадедај, Цек, Анас и Ђец.